# Дарчия, Шушана Монасовна
Шушана Монасовна Дарчия (1930 год, село Мамати, Ланчхутский район, ССР Грузия) — колхозница колхоза имени Берия Ланчхутского района, Грузинская ССР. Герой Социалистического Труда (1951).

## Биография
Родилась в 1930 году в крестьянской семье в селе Мамати Ланчхутского района (сегодня — Ланчхутский муниципалитет). В послевоенное время трудилась рядовой колхозницей на чайной плантации колхоза имени Берия Ланчхутского района.
Участвовала в колхозном социалистическом соревновании, которое инициировала чаевод-стахановка Жона Ясоновна Киладзе. В 1950 году собрала 7506 килограмма сортового зелёного чайного листа на участке площадью 0,5 гектара. Указом Президиума Верховного Совета СССР от 5 июля 1951 года удостоена звания Героя Социалистического Труда за «получение в 1950 году высоких урожаев сортового зелёного чайного листа» с вручением ордена Ленина и золотой медали «Серп и Молот» (№ 6633).
Этим же Указом званием Героя Социалистического Труда были награждены труженицы колхоза имени Берия колхозницы Нора Филипповна Киладзе, Венера Виссарионовна Махарадзе и Екатерина Христофоровна Чхаидзе.
После выхода на пенсию проживала в родном селе Мамати Ланчхутского района.